# Cantone di Rieupeyroux
Il Cantone di Rieupeyroux era una divisione amministrativa dell'arrondissement di Villefranche-de-Rouergue.
A seguito della riforma approvata con decreto del 21 febbraio 2014, che ha avuto attuazione dopo le elezioni dipartimentali del 2015, è stato soppresso.

## Composizione
Comprendeva i comuni di:
- La Bastide-l'Évêque
- La Capelle-Bleys
- Prévinquières
- Rieupeyroux
- Saint-Salvadou
- Vabre-Tizac